# Vicent Montalbà Tarazona
Vicent Montalbà Tarazona   (València, 1969) és un dibuixant i dissenyador gràfic valencià.
El 2015 es publicà el còmic Carroñero, editat per La Cúpula, guionitzat per Ricardo Vilbor i dibuixat per ell. La història es caracteritza per estar plena de sarcasmes, tindre un missatge polític i estar ambientada en món de fantasia medieval a l'estil de l'espasa i bruixeria. El dibuix segueix l'estil de Robert Crumb. La història és protagonitzada per Khanis Fhou que és obligat a servir un exèrcit guiat pel capità Merkel. A LH MAgazin Music consideraren com una "xicoteta obra mestra". Enric Ros el puntuà amb un 6 sobre 10. L'origen de la història se li ocorregué al guionista quan estudiava la Guerra Civil Espanyola al pensar en "gent que hagué de defendre idees que no eren les seues".
Posteriorment es publicà el còmic Chorizos, atraco a la española, guionitzat per Ricard González Vilar, i editat per Grafito editorial.
L'any 2016 es publicà el còmic col·lectiu De muerte, prologat per ell i Agustín Ferrer i on participa junt a Ana Gardía a la història "Destination Mars", una sàtira que tracta sobre la mort i de la televisió.
El 2017 GP Ediciones publicà un còmic d'un sol tom amb referències al món dels videojocs, Mundo Extraño.